# Hick Manhattan
Hick Manhattan è un cortometraggio muto del 1918 diretto da Martin Justice.

## Produzione
Il film fu prodotto dalla Town and Country Films (come Flagg Comedies).

## Distribuzione
Il film - un cortometraggio in due bobine - fu distribuito dalla Paramount Pictures.